# Возняк, Аркадиуш
Аркадиуш Возняк (пол. Arkadiusz Woźniak; род. 1 июня 1990, Любин, Нижнесилезское воеводство) — польский футболист, левый защитник клуба «Заглембе».

## Клубная карьера
Молодёжную карьеру начал в «Заглембе» из Любина. В 2010 году дебютировал за основную команду клуба. В 2014 году 15 матчей провёл в аренде в «Гурнике» из Ленчна. С 2018 выступает за клуб «Катовице».

## Международная карьера
Единственный матч за национальную сборную Польши состоялся 16 декабря 2011 года против сборной Боснии и Герцеговин (1-0).